# 莫斯科米爾斯 (密蘇里州)
莫斯科米爾斯（英語：Moscow Mills）是位於美國密蘇里州林肯縣的城市。

## 人口
根據2020年美國人口普查的數據，莫斯科米爾斯的面積為8.18平方千米，當中陸地面積為8.16平方千米，而水域面積為0.02平方千米。當地共有人口3317人，而人口密度為每平方千米406人。